# 279 км (зупинний пункт)
279 кілометр — пасажирський залізничний зупинний пункт Полтавської дирекції Південної залізниці.
Розташований у селі Бурти Кременчуцького району Полтавської області на лінії Кременчук — Користівка між станціями Бурти (2 км) та Павлиш (6 км). Між зупинними пунктами 279 км та Коцюбинський проходить межа Південної та Одеської залізниць.
Зупинний пункт обладнаний двома бічними платформами з лавами для пасажирів.

## Пасажирське сполучення
Тут зупиняються приміські поїзди (електрички): Кременчук — Знам'янка, Кременчук — Павлиш, Передгірковий парк — Павлиш.

## Галерея

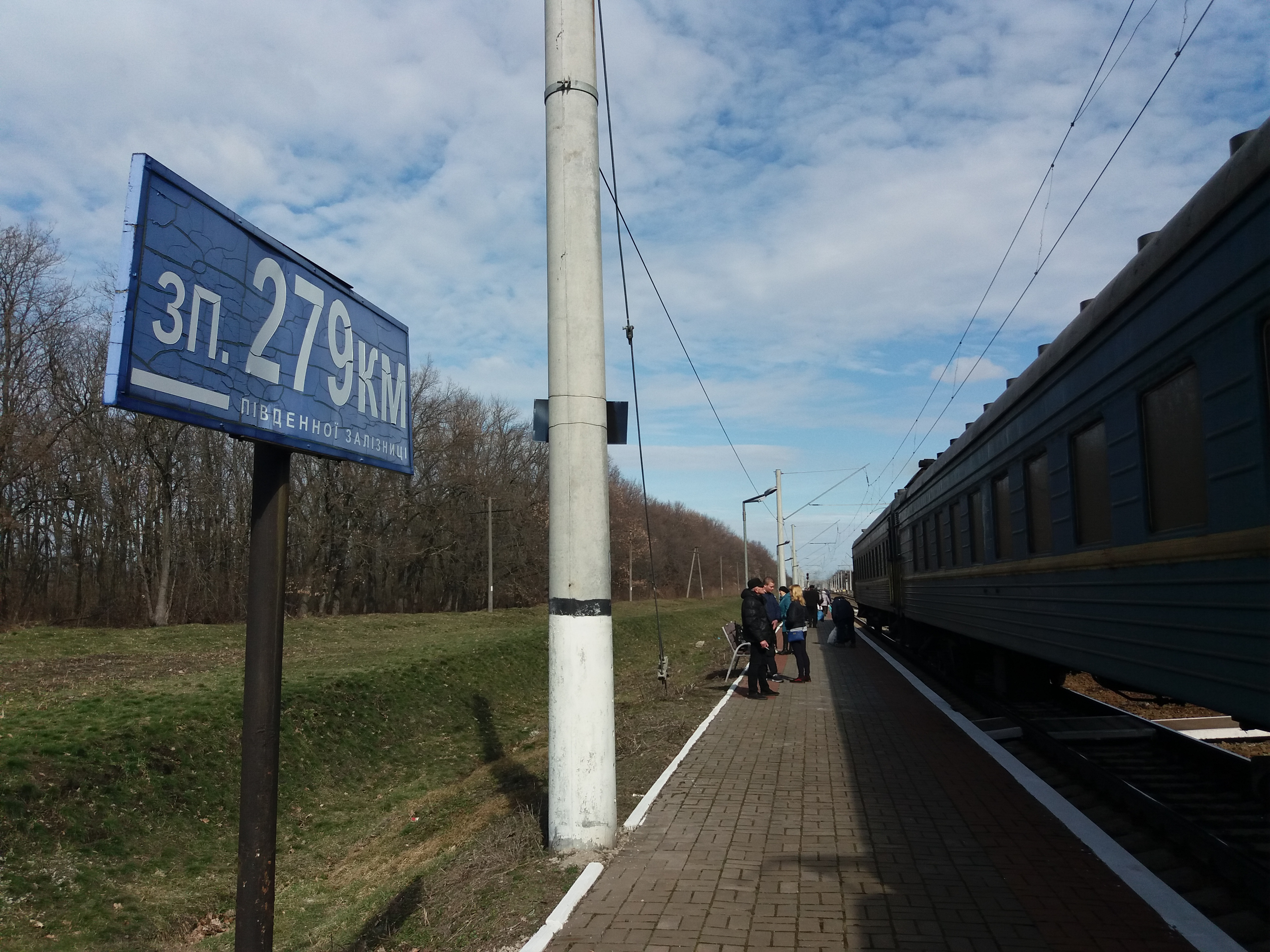
Зупинка поїзда Кременчук–Знамянка біля платформи
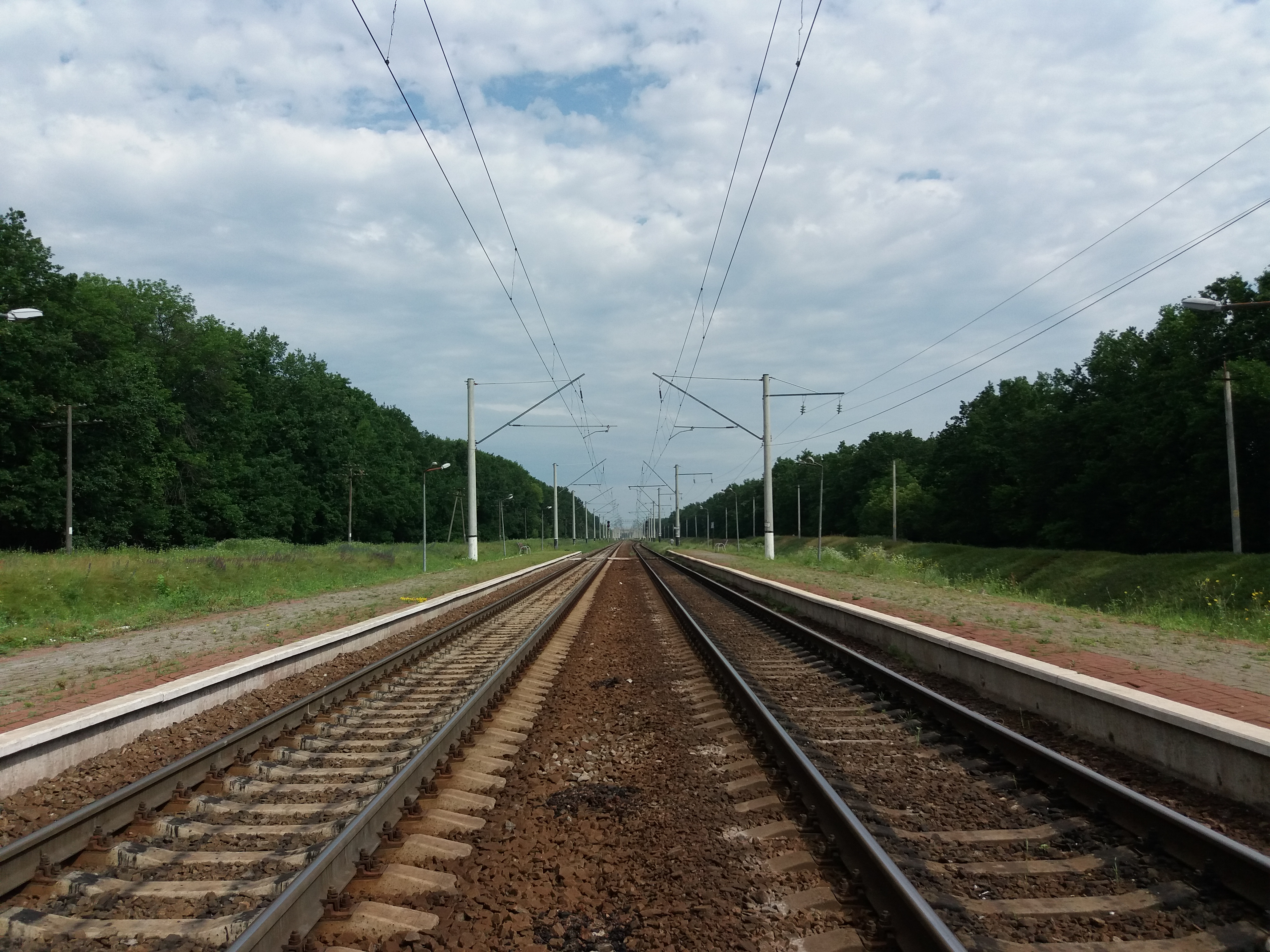
Вид у напрямку Буртів